# Nhà thờ Cửa Bắc

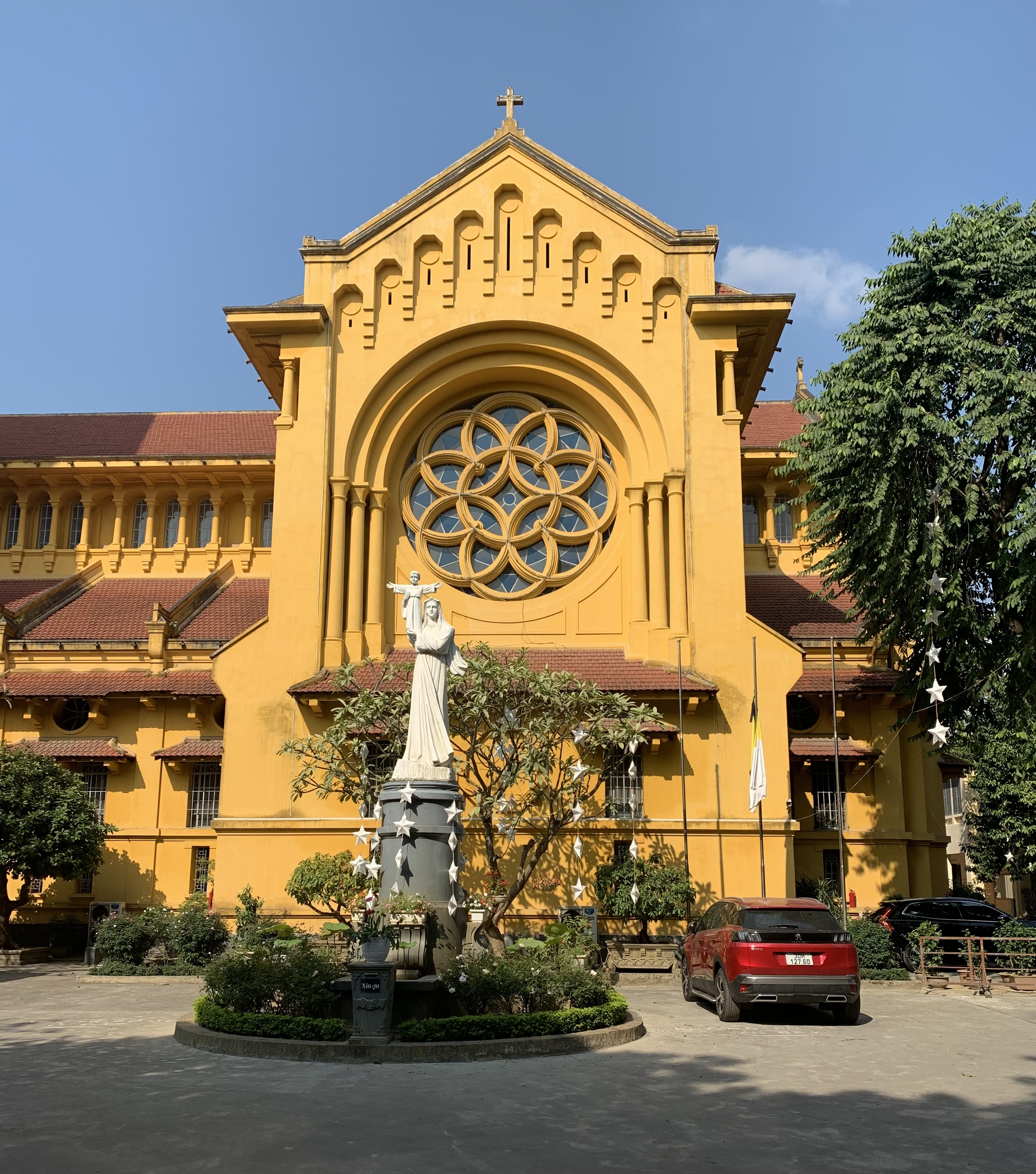
Tượng Đức Mẹ ở nhà thờ Cửa Bắc

Nhà thờ Cửa Bắc (Nhà thờ Nữ Vương Các Thánh Tử Đạo) là một nhà thờ Công giáo ở Hà Nội, công trình kiến trúc này có nhiều nét độc đáo, tạo thêm điểm chấm phá trong không gian đô thị Hà Nội. 
Nằm ở số 56 phố Phan Đình Phùng, phường Ba Đình, thành phố Hà Nội, vì nhà thờ được xây dựng ở Cửa Bắc thành Thăng Long nên được gọi tên là Cửa Bắc. Được khởi công xây dựng vào năm 1925 bởi cha xứ người Pháp tên là Antoine Depaulis (tên Việt gọi là Cố Hương) theo bản vẽ của kiến trúc sư người Pháp Ernest Hébrard với mặt bằng kiến trúc nhà thờ kiểu Roman đồng thời kết hợp phong cách Á - Âu về tổng thể tạo nên đặc trưng của phong cách kiến trúc Đông Dương nổi tiếng. Nhà thờ được khánh thành vào ngày 1 tháng 2 năm 1930.

## Kiến trúc
Hình khối nhà thờ không tuân theo quy tắc đối xứng, mà lệch với tháp chuông cao ở bên phải và cân bằng với mái vòm ở trung tâm. Có sự biến hóa hài hòa với không gian xung quanh, nhưng vẫn đảm bảo sự trang nghiêm và có phần tĩnh mịch, gây được ấn tượng về một sự siêu thoát. Kiến trúc nhà thờ Cửa Bắc thể hiện sự hòa hợp với khung cảnh nhiệt đới, với văn hóa phương Đông.

## Lịch sử
Ban đầu Nhà thờ dự định sẽ mang thánh hiệu là Giáo đường kính Các Thánh Tử đạo Việt Nam nhưng rồi được đổi chính thức thành Nữ vương Các Thánh Tử đạo.
Nhà thờ Đức Mẹ Hà Nội là tước hiệu của nhà thờ từ những năm 1959. Trước đó 9 năm, vào ngày 22 tháng 8 năm 1950, cố Hồng y Giuse Maria Trịnh Như Khuê – người đã dâng Địa phận Hà Nội cho Trái Tim Vô Nhiễm Đức Mẹ – đã xin Tòa Thánh chuẩn nhận cho việc nhận Đức Mẹ là quan thầy thành phố Hà Nội. Sau khi được Tòa Thánh chuẩn nhận từ đó đến nay vào ngày 2 tháng 7 hàng năm, nhà thờ này đều cử hành Thánh lễ Đức Mẹ Hà Nội.
Sáng ngày 19 tháng 11 năm 2006, trong khuôn khổ tham dự Diễn đàn Hợp tác Kinh tế châu Á - Thái Bình Dương (APEC) tại Việt Nam, Tổng thống Hoa Kỳ George W. Bush và phu nhân Laura Bush đã tham dự thánh lễ tại nhà thờ Cửa Bắc.
Nhà thờ Cửa Bắc không chỉ là cử hành các nghi lễ thờ phụng Thiên Chúa mà còn là một công trình kiến trúc có giá trị. Do được xây dựng từ cuối những năm 20 của thế kỷ 20, trải qua những thăng trầm của thời gian và thời tiết nóng ẩm, mưa nhiều đã làm bào mòn khiến nhiều hạng mục xuống cấp, hư hại nặng nề. Từ tháng 5 năm 2013, nhà thờ được trùng tu, tôn tạo và đến ngày 4 tháng 11 năm 2014 thì công việc được hoàn thành.